# الیور شانتی
اولریش شولتز یا اولریش شولتس، (به آلمانی: Ulrich Schulz)، معروف به الیور شانتی (به سانسکریت یا هندی یعنی برای صلح) یا الیور سرانوآلوه نوازنده و تهیه‌کننده موسیقی است که با ضبط آهنگهایی به سبک عصر جدید و موسیقی جهانی ظهور کرد.
از سال ۲۰۰۲ تا ۲۰۰۸، اولریش شولز توسط دادستانی عمومی مونیخ تحت تعقیب قرار گرفت. اتهام وی کودک آزاری بوده‌است. وی پس از استرداد از پرتغال به آلمان، در دسامبر ۲۰۰۹ به چندین سال زندان محکوم شد.

## موسیقی
او برای آلبوم‌هایی مانند تای چی، خوب توازن، و الهمبرا که بیش از ۱۰۰۰۰۰ نسخه داشت، معروف شد. ویژگی موسیقی الیور شانتی، که او با همکاری سایر نوازندگان ایجاد کرد، شخصیت مراقبه آن است. این ویژگی شدیداً تحت تأثیر موسیقی سنتی چینی، شرقی یا هندی است. سبکهایی مانند عصر جدید و موسیقی جهان با هم ترکیب شدند. همه آلبوم‌ها توسط شرکت ساتوا موزیک (SATTVA MUSIC) و با برچسب این شرکت منتشر می‌شوند که اندکی پس از رسوایی الیور شانتی، این شرکت ضبط منحل و بسته شد.
با این حال، هنوز مشخص نیست که وی در واقع به لحاظ موسیقی درگیر تولیدات بوده‌است یا خیر. گروهی از نوازندگان اصلی در حال تکرار کارهای وی هستند. براساس نظرسنجی‌ها در بهترین آلبوم موسیقی یعنی دایرهٔ زندگی (Circles Of Life) در کنار الیور شانتی، ۲۵ هنرمند یا گروه از هنرمندان (به عنوان مثال گروه کر) ذکر شده‌است. با این وجود، سی‌دیها بیشتر به نام الیور شانتی و دوستان نامیده می‌شدند.

## دادرسی کیفری
در اواسط دهه ۱۹۷۰، شولتز رئیس یک جامعهٔ باطنی در وییشتاخ (بایرن) بود. در پایان سال ۱۹۸۰ او را به پرتغال نقل مکان کرد و در ناحیهٔ هازیندا در شهر کوچک ویلا نوادسرویرا با حدود ۲۰۰ تن از پیروانش در یک نوع از جامعهٔ باطنی، جایی که او را به عنوان رهبر بلامنازع پذیرفته بودند، زندگی کرد. پس از اتهام سوءاستفاده جنسی از چهار پسر و دو دختر بین سنین ۱۰ تا ۱۴ سال علیه وی در بیش از ۳۰۰ مورد فردی مطرح شد، شولتز در اوت سال ۲۰۰۲ مخفی شد. از مارس ۲۰۰۳ به بعد، دادستان عمومی در مونیخ جستجو برای یافتن شولز را آغاز نمود. این جستجو با دستگیری شولتز در اواخر ژوئن ۲۰۰۸، هنگامی که او می‌خواست گذرنامه خود را در سفارت آلمان در لیسبون، به منظور معالجه سرطان لنفاوی در برزیل، تمدید کند، پایان یافت. در ۴ ژوئیه ۲۰۰۸، وی به آلمان تحویل داده شد و به مرکز اصلاحات استادلهیم منتقل شد. در سال ۲۰۰۹، وی به ۳۱۴ بار سوءاستفاده جنسی متهم شد. الیور شانتی با پاتوژن MRSA آلوده در بازداشت بود، بنابراین وی در طی فرایند دادرسی مجبور شد با کت لاستیکی و محافظت از بینی و دهان در یک جعبهٔ شیشه‌ای بنشیند. در اواخر اکتبر ۲۰۰۹، شانتی در مرکز پزشکی زندان اقدام به خودکشی کرد. در ۵ نوامبر ۲۰۰۹، شانتی اعتراف جزئی را انجام داد که در آن او اتهامات خود را دربارهٔ چهار پسر را تماماً پذیرفت. در ۴ دسامبر ۲۰۰۹، وی به جرم کودک آزاری به شش سال و ۱۰ ماه زندان محکوم شد.

## آلبوم‌شناسی
اصلی:
- ۱۹۸۷ - "لیچ-پراکاش-نور" (تحت عنوان "سوزاندن")
- ۱۹۸۷ - "فریدن-شانتی - صلح" (تحت عنوان "مستقل")
- ۱۹۸۷ - "گوش دادن به قلب"
- ۱۹۸۸ - "راه رنگین کمان"
- ۱۹۸۸ - "روزهای همکار ویلا نوا" (به عنوان "الیور سرانو آلوه")
- ۱۹۸۹ - "راه رفتن روی خورشید"
- ۱۹۹۰ - "مینو دره فانتزی" (به عنوان "الیور سرانو آلوه")
- 1992 - "Vida para Vida" (به عنوان "الیور سرانو- آلوه")
- 1993 - "Soft Motion Vol.۱" (به عنوان "الیور سرانو- آلوه")
- ۱۹۹۳ - "تای چی"
- ۱۹۹۵ - "خوب متعادل"
- ۱۹۹۶ - "تای چی تو"
- 1997 - "Circles of Life: the Best of Oliver Shanti & Friends" (آلبوم تلفیقی شامل ۳ آهنگ جدید)
- ۱۹۹۸ - "هفت بار هفت بار"
- ۲۰۰۰ - " قدرت پزشکی "
- ۲۰۰۲ - " الهامرا "
- 2006 - " Man Heaven Earth "(آلبوم تلفیقی با ۲ آهنگ: "" وجود "" و "" داهمانی"")

پروژه‌ها:
- ۱۹۹۶ - "بودا و بونسای جلد. ۱"
- ۱۹۹۷ - " شمن "
- ۲۰۰۰ - "بودا و بونسای جلد. ۳"
- ۲۰۰۰ - " شمن ۲ "

تالیفات موضوعی:
- Indiens: Spacits Sacred
- Shaman: Chill Red Red
- ۱۹۹۷ -  روح بودو: قدرت تعادل
- ۱۹۹۷ -  ۱۰ سال موسیقی ساتوا
- ۱۹۹۸ -  موسیقی مدیوم بودو گالا: جادوی هنرهای رزمی
- 1999 -  Tibetiya  (شامل ۳ آهنگ جدید الیور شانتی)
- ۲۰۰۱ -  ۱۵ سال موسیقی ساتوا
- 2001 -  Reiki: Brightness Healing

سایر:
- 2008 2008 single - Oliver Shanti feat. N.i.M.i -  Roo Be Asemoon  (Olugu Zamba Remix)
- ۲۰۱۰ مجرد - Oliver Shanti feat. DJ Sunf -  The Tree  (rmx)